# Звезден вятър
Звезден вятър е поток от газ, изхвърлен от атмосферата на звезда. Различните видове звезди имат различни видове звездни ветрове.
Звездите след главната последователност, наближаващи края на живота си, често изхвърлят голямо количество маса ({\displaystyle \scriptstyle {\dot {M}}>10^{-3}} слънчеви маси на година) под формата на масивни ветрове. Това включва червени гиганти и супергиганти и звезди от асимптотичния клон на гигантите. За тези ветрове се смята, че са предизвиквани от радиационно налягане върху космически прах, кондензиращ в горната атмосфера на звездите.
Масивните звезди от тип O (синьо-бели, най-горещите) и B (сини, много горещи) имат звездни ветрове с по-нисък темп на загуба на маса ({\displaystyle \scriptstyle {\dot {M}}<10^{-6}} слънчеви маси на години), но имат много високи скорости (v > 1 – 2000 km/s). Такива ветрове се причиняват от радиационно налягане върху резонансните абсорбционни линии на тежките елементи като въглерод и азот. Такива високоенергийни звездни ветрове образуват мехур от звезден прах.
Звездите от тип G (жълто джудже) като Слънцето имат вятър, причинен от техните горещи, магнетизирани корони. Слънчевият звезден вятър се нарича слънчев вятър. Тези ветрове са съставени основно от високоенергийни електрони и протони (около 1 keV), които могат да преодолеят звездната гравитация.
Звездните ветрове на звездите от главната последователност нямат силно влияние върху еволюцията на по-леки звезди като Слънцето. Все пак, при по-масивни звезди, загубата на маса може да причини отронване на до 50% от маса им. Това може да има значително въздействие върху по-късните етапи на развитие на звездата. Въздействие може дори да бъде видяно за звезди със средна маса, които биха станали бели джуджета в края на живота си, защото са изгубили прекалено много маса чрез звезден вятър, за да се взривят в супернова.